# Бајтбриџ
Бајтбриџ (енгл. Beitbridge) је град у Зимбабвеу, у провинцији Матабелеленд Југ. Налази се на граници са Јужном Африком на реци Лимпопо. До Булаваја води пут у северозападном правцу у дужини од 321 km, а до Машвинга води пут у дужини од 281 км у североисточном смеру.
Бајтбриџ је основан 1929. када је саграђен мост Алфреда Бајта (енгл. Alfred Beit Bridge). Оригинални мост је изграђен 1929. по цени од 600.000 долара и финансиран је заједно између Железничког фонда Бајт и Јужноафричке железнице.
Стадион Дуливхаџиму, мала вишенаменска арена у граду, изабрана је да буде домаћин годишње националне прославе датума рођења Роберта Мугабеа у суботу, 23. фебруар 2008. 21. фебруара, два дана раније, Мугабе је напунио 84 године.